# Third World FC
Third World Football Club – nieistniejący już belizeński klub piłkarski z siedzibą w mieście Belize City, stolicy dystryktu Belize. Funkcjonował latach 2008–2011. Domowe mecze rozgrywał na obiekcie MCC Grounds.

## Historia
W 2008 roku klub wziął udział w lokalnym turnieju Belize City 1st Division, rozgrywanym pod egidą Super League of Belize, a więc ogólnokrajowych, alternatywnych rozgrywek nieuznawanych przez Belizeński Związek Piłki Nożnej. W sezonie 2011 zagrał natomiast we właściwych rozgrywkach Super League. Bezpośrednio po tym zakończył działalność na szczeblu seniorskim.

## Trenerzy
- David McCaulay (2011)[2]